# 波形蛋白
波形蛋白(Vimentin)，或譯作波形纖維蛋白，是細胞裡中間絲這類蛋白質的其中一種，為人類結締組織細胞的特徵之一，於間葉細胞及其衍生細胞例如纖維母細胞中可見 。中間絲是真核生物細胞的重要結構性特徵。它們與微管及肌動蛋白微細絲，組成並且合稱為細胞骨架。

## 結構
一個波形蛋白單體，與其他中間絲相似，有著一個中央α螺旋結構域，在前端蓋著一個非螺旋的胺基，及於末端蓋著一個羧基。兩個單體會互相扭曲，形成一個捲曲螺管形狀的二聚物。兩個二聚物會進一步形成一個四聚物，再與其他四聚物相連成為一片。
α螺旋序列包含一組疏水的胺基酸，這組胺基酸在螺旋表面形成一層「疏水性屏障」。這度屏障容許兩個螺旋互相捲曲。再者，當中有著週期性分佈的酸性及鹼性胺基酸，能平衡捲曲螺旋二聚物。在帶電苛的剩餘物之間距是最佳建立離子鹽橋的地方，同樣能穩定α螺旋結構。有科學家認為這道鹽橋不但可以提供內鏈的相互作用，當它由鹽橋轉為離子外鏈連結時，可以造成中間絲。

## 功能
科學家發現波形蛋白是附在細胞核、內質網及線粒體的旁邊或末端，因而相信波形蛋白在支撐及錨固原生質內的細胞器有著重要的角色。它亦能維持細胞的形狀、細胞質的完整性及穩定細胞骨架內的相互作用。
波形蛋白的動態性質對細胞的靈活性非常重要。在試管的壓力測試中發現，波形蛋白能提供微管及肌動蛋白所沒有的彈性，因此波形蛋白是負責維持細胞骨架的完整性。另外，在沒有波形蛋白的細胞受到微少的針刺，會出現嚴重的傷害。在剔除波形蛋白基因的實驗老鼠中，雖然牠們有著正常的機能，但微管網卻因失去波形蛋白而受損。這加強了微管與波形蛋白之間親密的相互作用的說法。再者，當微管解聚物出現時，波形蛋白會重組，重申了兩個系統的關係。
波形蛋白亦被發現是負責控制從溶酶體傳送由低密度脂蛋白（LDL）所衍生的膽固醇至酯化位點。當這種運送被阻礙是時，細胞內會積存比平常較少的脂蛋白。這種關係是需要依賴中間絲網的細胞的第一個生物化學過程，且在腎上腺細胞亦有分枝，就是依賴從LDL生成膽固醇酯。

## 外部連結
- Gundersen Lab有關不同的波形蛋白運動短片
- Dirk Schmitz有關波形蛋白的相片